# Tour della nazionale maschile di rugby a 15 del Sudafrica 1993
Nel 1993, la nazionale sudafricana, rientrata a pieno titolo nel giro del rugby mondiale, dopo gli anni di isolamento legato all'apartheid, si reca due volte in Tour. Prima si reca in Australia quindi in Argentina (addirittura con due squadre).

## In Australia
Gli Springboks conquistano una vittoria contro due sconfitte nella serie con l'Australia.
| Perth 14 luglio 1993 | Western Australia | 8 – 71 | Sudafrica XV | Cricket Oval\| Arbitro: \| Wayne Erickson \| |
| Arbitro:             | Wayne Erickson    |        |              |                                              |

| Adelaide 17 luglio 1993 | South Australia Pres. XV | 3 – 90 | Sudafrica XV | Theratorn Oval\| Arbitro: \| S. Young \| |
| Arbitro:                | S. Young                 |        |              |                                          |

| Melbourne 21 luglio 1993 | Victoria | 3 – 78 | Sudafrica XV | Olympic Park\| Arbitro: \| J. Allan \| |
| Arbitro:                 | J. Allan |        |              |                                        |

| Sydney 24 luglio 1993 | New South Wales | 29 – 28 | Sudafrica XV | Wararatah Rugby Stadium\| Arbitro: \| B. Leask \| |
| Arbitro:              | B. Leask        |         |              |                                                   |

| Orange 27 luglio 1993 | NSW Country   | 7 – 41 | Sudafrica XV | Wade Park\| Arbitro: \| R. O'Halloran \| |
| Arbitro:              | R. O'Halloran |        |              |                                          |

| Arbitro: | Lindsay McLachlan |

|           |      |                 |
|           | mt   | Muller, Small 2 |
|           | tr   | van Rensburg 2  |
| Roebuck 4 | c.p. |                 |

| Canberra 4 agosto 1993 | ACT     | 10 – 57 | Sudafrica XV | Bruce Stadium\| Arbitro: \| A. Cole \| |
| Arbitro:               | A. Cole |         |              |                                        |

| Brisbane 8 agosto 1993 | Queensland  | 3 – 17 | Sudafrica XV | Ballymore Oval\| Arbitro: \| P. Marshall \| |
| Arbitro:               | P. Marshall |        |              |                                             |

| Mackay 11 agosto 1993 | Queensland Country | 5 – 63 | Sudafrica XV | Quarry Hill\| Arbitro: \| B. Fienberg \| |
| Arbitro:              | B. Fienberg        |        |              |                                          |

| Arbitro: | Ed Morrison |

|                 |      |                   |
| Horan, Little 2 | mt   | Olivier, Stransky |
| Roebuck 2       | tr   | Stransky 2        |
| Roebuck 3       | c.p. | Stransky 2        |

| Penrith 17 agosto 1993 | Sydney | 20 – 31 | Sudafrica XV |  |

| Arbitro: | Ed Morrison |

|           |      |                |
| Horan     | mt   | Pienaar, Small |
| Roebuck   | tr   | Stransky       |
| Roebuck 4 | c.p. |                |

## South Africa Development in Sud America
Per recuperare il tempo perduto negli anni di isolamento, l'attività internazionale è frenetica: addirittura due squadre vengono inviate in Sudamerica nel periodo ottobre-novembre. la prima è una selezione "development" una via di mezzo tra la squadra "B" e una giovanile.
| Arbitro: | Miguel Peyrone |

|                                   |      |                                       |
| Villen, Chaubel Lafranconi, Plaza | mt   | Nieuwenhuizen, Sandton Rossouw, Zweni |
|                                   | tr   | Stemele 3                             |
|                                   | c.p. | Stemele 2                             |
| Casagna 3                         | drop |                                       |

| Santiago del Cile 24 ottobre 1993 | Cile XV        | 19 – 68 | Sudafrica Development | Universidad Católica\| Arbitro: \| Alberto Freyre \| |
| Arbitro:                          | Alberto Freyre |         |                       |                                                      |

| Arbitro: | Marcelo Abdala |

|                 |      |          |
| Puloz           | mt   |          |
| Roberto Gómez 2 | c.p. | Krause 6 |

Incontro sospeso al 25' del secondo tempo
| Arbitro: | Ricardo Bordcoch |

|                                                        |      |                    |
| Criscuolo 2, Roby 2 Herrera, Bertranou Fernández Bravo | mt   | Bronkhorts Rossouw |
| Cremaschi 2                                            | tr   |                    |
| Cremaschi 2                                            | c.p. |                    |

| Arbitro: | Eduardo Blengio |

|                |      |          |
| Funes, Clement | mt   | Narwele  |
| Salvá          | tr   | Krause   |
| Salvá 3        | c.p. | Krause 4 |

| Montevideo 6 novembre 1993 | Uruguay XV  | 37 – 22 | Sudafrica Development | Parque Central\| Arbitro: \| E. Cazenave \| |
| Arbitro:                   | E. Cazenave |         |                       |                                             |

## La nazionale maggiore in Sudamerica
| Arbitro: | G.Bavio |

|                              |      |                                                   |
| Tomalino 2, Irazoqui Sagrera | mt   | Strauss 3, Dirks Kruger, Le Roux Oliver, Williams |
| Luna 4                       | tr   | Honiball 6                                        |
| Luna 3                       | c.p. | Honiball                                          |

| Arbitro: | Paul Bleckwedel |

|            |      |                         |
| Villalonga | mt   | Olivier, Muller Joubert |
| Arbizu     | tr   | Stransky 2              |
| Arbizu 7   | c.p. | Stransky                |

| Arbitro: | E. Sklar |

|           |      |                                  |
|           | mt   | Dirks, Martens Williams, Strauss |
|           | tr   | Honiball 4                       |
| S.Mesón 4 | c.p. | Honiball 4                       |

| Arbitro: | Derek Bevan |

|                     |      |                                     |
| Cuesta Silva, Meson | mt   | Joubert, Small 2 van der Westhuizen |
| Meson 2             | tr   | Stransky 3                          |
| Meson 4             | c.p. | Stransky                            |

| Arbitro: | José Luis Rolandi |

|                        |      |                                            |
| Oviedo, F.del Castillo | mt   | Johnstone, Kruger Fuls, H.Le Roux Teichman |
| Crexell 2              | tr   | Stransky 3                                 |
| Crexell                | c.p. | Stransky 3                                 |

| Arbitro: | Derek Bevan |

|                 |      |                                                         |
| Camardon, Jorge | mt   | van der Westhuizen, Williams Small 2, Strauss 2 Johnson |
| Meson 2         | tr   | Johnson 4                                               |
| Meson 2         | c.p. | Johnson 3                                               |
| Arbizu          | drop |                                                         |

## South Africa Barbarians nelle Isole Britanniche
A completare un intenso programma, anche il tour dei South Africa Barbarians selezione ad inviti.
| Newport 25 ottobre 1993 | Newport RFC | 31 – 58 | South Africa Barbarians |  |

| Gloucester 18 ottobre 1993 | Gloucester | 11 – 15 | South Africa Barbarians |  |

| Leicester 22 ottobre 1993 | Leicester | 18 – 24 | South Africa Barbarians |  |

| Northampton 29 ottobre 1993 | Northampton | 23 – 51 | South Africa Barbarians |  |

| Belfast 1º novembre 1993 | Ulster | 6 – 22 | South Africa Barbarians | Ravenhill |

| Bristol 5 novembre 1993 | Bristol | 4 – 44 | South Africa Barbarians |  |

| 8 novembre 1993 | Cornwall | 12 – 44 | South Africa Barbarians |  |